# Chuyển giới nữ
Một người chuyển giới nữ là một người phụ nữ được chỉ định là nam giới khi sinh ra. Phụ nữ chuyển giới có thể phải trải qua bức bối giới và có thể thực hiện chuyển đổi (cho phù hợp với giới); quá trình này thường bao gồm liệu pháp thay thế hormone và có lúc là phẫu thuật định giới, đem lại cảm giác khuây khỏa và giảm nhẹ bức bối giới. Phụ nữ chuyển giới có thể là người dị tính, song tính, đồng tính, vô tính hoặc nhận dạng bản thân mình bằng các khái niệm khác (chẳng hạn như queer).
Khái niệm người chuyển giới nữ không phải lúc nào cũng dùng tương tự như phụ nữ chuyển giới muốn trị liệu định giới, mặc dù hai khái niệm hay được dùng lẫn nhau. Chuyển giới là một thuật ngữ bao hàm, gồm nhiều người với nhiều phân loại biến thể giới (bao gồm người chuyển giới muốn trị liệu định giới). Phụ nữ chuyển giới phải đối mặt với sự phân biệt đối xử rất rõ trong nhiều mặt của cuộc sống (Khinh miệt phụ nữ chuyển giới, một tập con của ghét sợ chuyển giới), bao gồm việc thuê lao động và tiếp cận chỗ ở, và phải đối mặt với bạo lực thể xác và bạo lực tình dục kể cả từ bạn tình; ở Hoa Kỳ, phân biệt đối xử đặc biệt nghiêm trọng với những phụ nữ chuyển giới thuộc chủng tộc thiểu số, những người này thường phải đối mặt với sự giao thoa của chứng ghét sợ người chuyển giới và phân biệt chủng tộc.

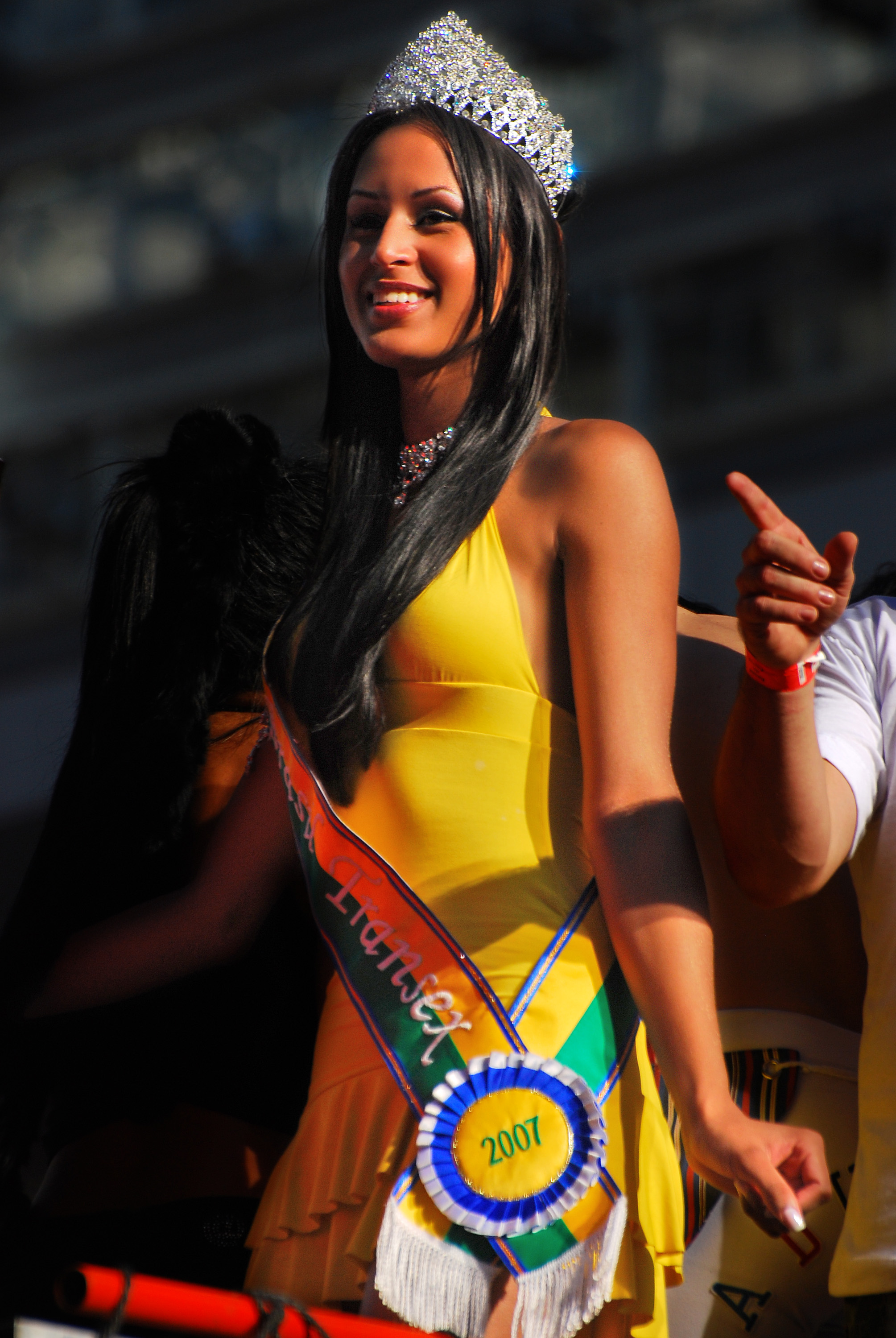
Một phụ nữ chuyển giới tại cuộc diễu hành Lễ Diễu hành Tự hào LGBT ở São Paulo, Brazil

Cả người chuyển giới nữ (transgender woman) và phụ nữ chuyển giới muốn trị liệu định giới có thể phải trải qua bức bối giới, những căng thẳng tạo ra bởi sự khác biệt giữa bản dạng giới của họ và giới tính họ được chỉ định khi khai sinh (và vai trò giới đi kèm hoặc đặc điểm giới tính sơ cấp và thứ cấp).
Cả người chuyển giới nữ và phụ nữ chuyển giới muốn trị liệu chuyển giới có thể thực hiện chuyển đổi cho phù hợp giới. Một phần lớn của trình chuyển giới về mặt y học của phụ nữ chuyển giới là liệu pháp thay thế hormone estrogen, điều này gây ra sự phát triển của đặc điểm giới tính thứ cấp ở nữ (vú, tái phân phối mỡ cơ thể, giảm tỉ lệ eo-hông,...). Liệu pháp này, cùng với phẫu thuật tái định giới có thể giảm đi cảm giác bức bối giới của người đó.
Thuật ngữ phụ nữ chuyển giới bắt nguồn từ cách dùng tiền tố Latin trans- nghĩa là "vượt qua, vượt lên, xuyên qua, ở phía bên kia, hoặc đi vượt lên" và từ phụ nữ (woman). Thuật ngữ lần đầu được sử dụng trong cuốn sách xuất bản năm 1996 của Leslie Feinberg Chiến binh Chuyển giới: Làm nên Lịch sử từ Joan d’Arc cho đến Dennis Rodman (Transgender Warriors: Making History from Joan of Arc to Dennis Rodman). Cuốn sách miêu tả một người phụ nữ chuyển giới là "một người chuyển giới từ-nam-sang-nữ hoặc người muốn trị liệu chuyển giới  từ-nam-sang-nữ." Định nghĩa này được chấp nhận bởi số đông và được sử dụng trong Từ điển Tiếng Anh Oxford. Tuy nhiên, bà có nói rõ thêm về từ này, nói rằng việc là người chuyển giới nữ thường mang hàm ý tiêu cực. Bà giải thích rằng người ta thường nhắc tới phụ nữ chuyển giới như những "kẻ dị hợm" và thể hiện giới của cô ấy biến cô thành "mục tiêu."
Heidi M. Levitt đem đến một miêu tả đơn giản hơn về phụ nữ chuyển giới. Bà định nghĩa phụ nữ chuyển giới là "giới tính của những người chuyển từ giới tính này sang giới tính khác." Levitt nhắc tới việc cụm viết tắt "MTF" được sử dụng thường xuyên, mang nghĩa từ-nam-sang-nữ (male-to-female). Quan điểm sau cùng của Rachel McKinnon giải thích lí do vì sao thuật ngữ này lại phức tạp. Dù một số phụ nữ chuyển giới đã trải qua phẫu thuật tái định giới, nhiều người trong số họ vẫn gặp khó khăn để được nhìn nhận đúng giới (pass) và được chấp nhận trong xã hội. Khả năng một người được nhìn nhận đúng giới có thể khiến một người ta coi là phụ nữ chuyển giới được nhìn nhận cũng như những người phụ nữ khác. Bà giải thích rằng điều này gây tranh cãi bởi phụ nữ chuyển giới không có khả năng sinh sản sinh học và thiếu đi tử cung và buồng trứng. Tuy nhiên, bà kết luận rằng "phụ nữ chuyển giới là phụ nữ", là những người phụ nữ thách thức những quy chuẩn của định nghĩa như thế nào là phụ nữ mà xã hội tạo nên
CDC nói về từ "chuyển giới" như "một thuật ngữ bao hàm cho những người có bản dạng giới hoặc thể hiện giới (nam tính, nữ tính, khác) khác so với giới tính xác định khi sinh (nam, nữ). Cụm Phụ nữ chuyển giới được sử dụng tương tự như người chuyển giới nữ và người chuyển giới nữ muốn trị liệu định giới  Theo như Oxforddictionaries.com, chuyển giới nghĩa là "nhắc tới hoặc có liên hệ tới một người có nhận định về căn tính cá nhân và bản dạng giới không hòa hợp với giới tính khai sinh". Tuy nhiên, Heidi M. Levitt miêu tả chuyển giới như "những cách khác nhau mà con người ta vượt qua những lằn ranh giới được cấu thành trong một xã hội." Sau đó, bà miêu tả lí do tại sao ta phải hiểu được sự khác biệt giữa giới tính và giới thì mới hiểu hoàn toàn được định nghĩa chuyển giới. Bà tranh luận rằng giới tính là sinh học còn "giới là do xã hội gây dựng." Vì vậy, những người chuyển giới thể hiện bản thân mình khác đi so với giới tính sinh học. Ngược lại, Levitt giải thích "người muốn trị liệu định giới có bản dạng tính dục không trùng khớp với giới tính thể chất" và một số họ mong muốn được phẫu thuật tái định giới.
Thêm vào đó, Từ điển Tiếng Anh Oxford định nghĩa người muốn trị liệu định giới (transsexual) là "có những đặc điểm thể chất của giới tính này và đặc điểm tâm lí của giới tính kia" và là "một người mà giới tính đã thay đổi qua phẫu thuật." Những định nghĩa này thể hiện rằng một người là người muốn trị liệu định giới thể hiện giới của mình khác so với giới tính chỉ định khi khai sinh. Thêm nữa, họ có thể muốn hay đã trải qua phẫu thuật để thay đổi diện mạo thể chất. Vì vậy, phụ nữ chuyển giới nằm trong nghĩa bao hàm của định nghĩa chuyển giới bởi giới của họ được chỉ định là nam khi khai sinh nhưng họ nhận định bản thân là nữ. Tuy nhiên, không phải mọi phụ nữ chuyển giới đều là người chuyển giới muốn trị liệu định giới bởi họ có thể chọn trải qua phẫu thuật tái định giới hoặc không.
Một số phụ nữ chuyển giới (trans woman) cho rằng quá trình chuyển đổi cho phù hợp giới đã hoàn tất thì mong muốn được gọi đơn giản là phụ nữ, họ coi cụm phụ nữ chuyển giới hay người chuyển giới muốn trị liệu định giới là những thuật ngữ chỉ nên dùng cho những người chưa hoàn tất quá trình chuyển đổi. Tương tự vậy, nhiều người có thể không muốn được nhìn nhận là một người "phụ nữ chuyển giới," thường là do sự phân biệt của xã hội với những cá nhân là chuyển giới. Trong số những người tự gọi bản thân là phụ nữ chuyển giới, nhiều người coi cụm này là sự khác biệt quan trọng và hợp lí khi ta bao gồm một không gian cộng đồng trong một thuật ngữ, như trong phụ nữ chuyển giới, vì vậy họ sử dụng chuyển giới chỉ như một tính từ miêu tả một kiểu phụ nữ cụ thể; cách dùng này đối lập với cách dùng transwoman như một từ liền, ám chỉ một "giới thứ ba"  

## Xu hướng tính dục

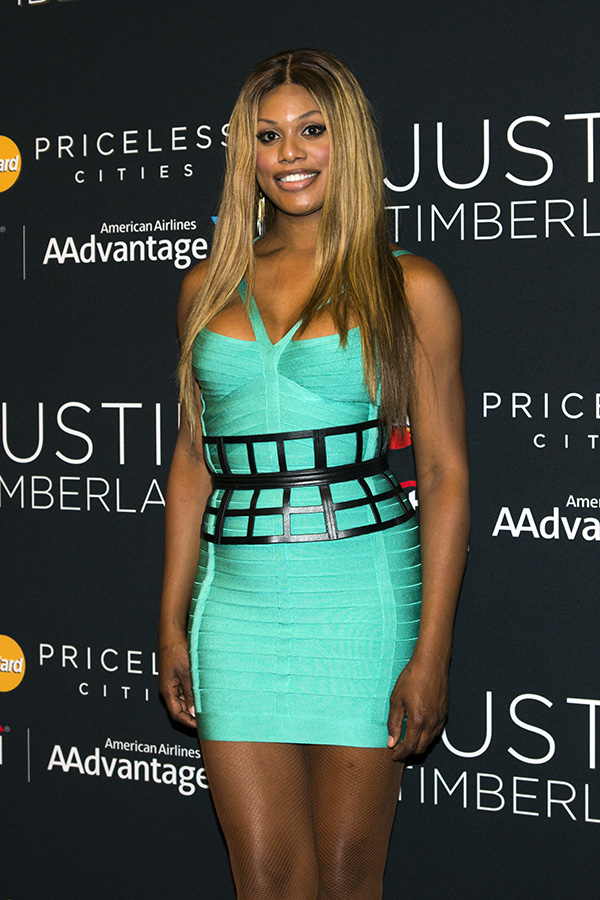
Laverne Cox, nữ diễn viên chuyển giới người Mỹ đóng vai một phụ nữ chuyển giới trong chương trình Orange is the New Black

Phụ nữ chuyển giới có thể nhận định mình là người dị tính (hay là thẳng), song tính, đồng tính (hay là đồng tính nữ), vô tính, hay không nhận các nhãn trên. Một cuộc khảo sát với khoảng 3000 phụ nữ chuyển giới Mỹ cho thấy 31% trong số họ xác định là song tính, 29% là "đồng tính nam / đồng tính nữ / cùng giới tính", 23% là dị tính, 7% là vô tính, cũng như 7% xác định là "đồng tính" và 2% là "khác".

### Ham muốn tình dục
Theo một nghiên cứu năm 2008, phụ nữ chuyển giới có tỉ lệ có ít ham muốn (34%) cao hơn phụ nữ hợp giới (23%), nhưng sự khác biệt không điển hình về mặt số liệu và có thể là do ngẫu nhiên  Như với ham muốn của nam giới, ham muốn của nữ giới thường được cho rằng có tương quan với nồng độ testosterone  (với một số tranh cãi/ thảo luận ) nhưng nghiên cứu năm 2008 không phát hiện sự tương quan này ở phụ nữ chuyển giới.  Một nghiên cứu, được công bố năm 2014, phát hiện ra rằng 62.4% phụ nữ chuyển giới cho rằng ham muốn tình dục của họ đã giảm sau trị liệu tái định giới.

## Bạo lực nhắm đến phụ nữ chuyển giới
Phụ nữ chuyển giới phải đối mặt với một loại hình bạo lực là lăng mạ người chuyển giới. Tờ Washington Blade đưa tin rằng Global Rights, một tổ chức phi chính phủ quốc tế, đã theo dõi việc đối xử tệ với phụ nữ chuyển giới ở Brazil, trong đó bao gồm cả hành động của cảnh sát.. Để tưởng niệm những người bị giết hại do tội ác vì thù ghét, một Ngày Tưởng niệm Người Chuyển giới thường niên được tổ chức ở nhiều địa điểm xuyên khắp châu Âu, Mĩ, Úc và New Zealand, ở trang web của những ngày tưởng niệm này có cung cấp chi tiết và nguồn tin về mỗi vụ giết hại.

### Hoa Kỳ
Dựa trên báo cáo năm 2009 của Chương trình phòng chống bạo lực quốc gia, theo như lời của Văn phòng dành cho Nạn nhân của Tội phạm, 11% của các tội ác thù ghét hướng tới người thuộc cộng đồng LGBTQ là nhắm tới phụ nữ chuyển giới.
Năm 2015, một thống kê sai đã được báo cáo rộng rãi trên các phương tiện truyền thông Hoa Kỳ nói rằng tuổi thọ của một phụ nữ da màu chuyển giới chỉ là 35 năm. Điều này dường như dựa trên một nhận xét cụ thể về Châu Mỹ Latinh trong một báo cáo của Ủy ban Nhân quyền Liên Mỹ, nơi tổng hợp dữ liệu về tuổi chết của những phụ nữ chuyển giới bị sát hại cho tất cả các nước Châu Mỹ (Bắc, Nam và Trung), và không phân chia theo chủng tộc.
Năm 2016, 23 người chuyển giới đã bị tấn công chết người ở Mỹ. Các vận động nhân quyền báo cáo tìm thấy một số trong những trường hợp tử vong là kết quả trực tiếp của một chất chống chuyển giới thiên vị, và một số do các yếu tố liên quan như vô gia cư.
Một loại bạo lực đối với phụ nữ chuyển giới là do thủ phạm thực hiện khi biết rằng bạn tình của họ là người chuyển giới và cảm thấy bị lừa dối. Gần 95% những tội ác này do nam chuyển giới thực hiện đối với phụ nữ chuyển giới. Theo một bài báo năm 2005 về phân tích nhu cầu HIV ở Houston, Texas, "50% người chuyển giới được khảo sát đã từng bị bạn tình đánh sau khi chuyển giới".

### Phân biệt đối xử

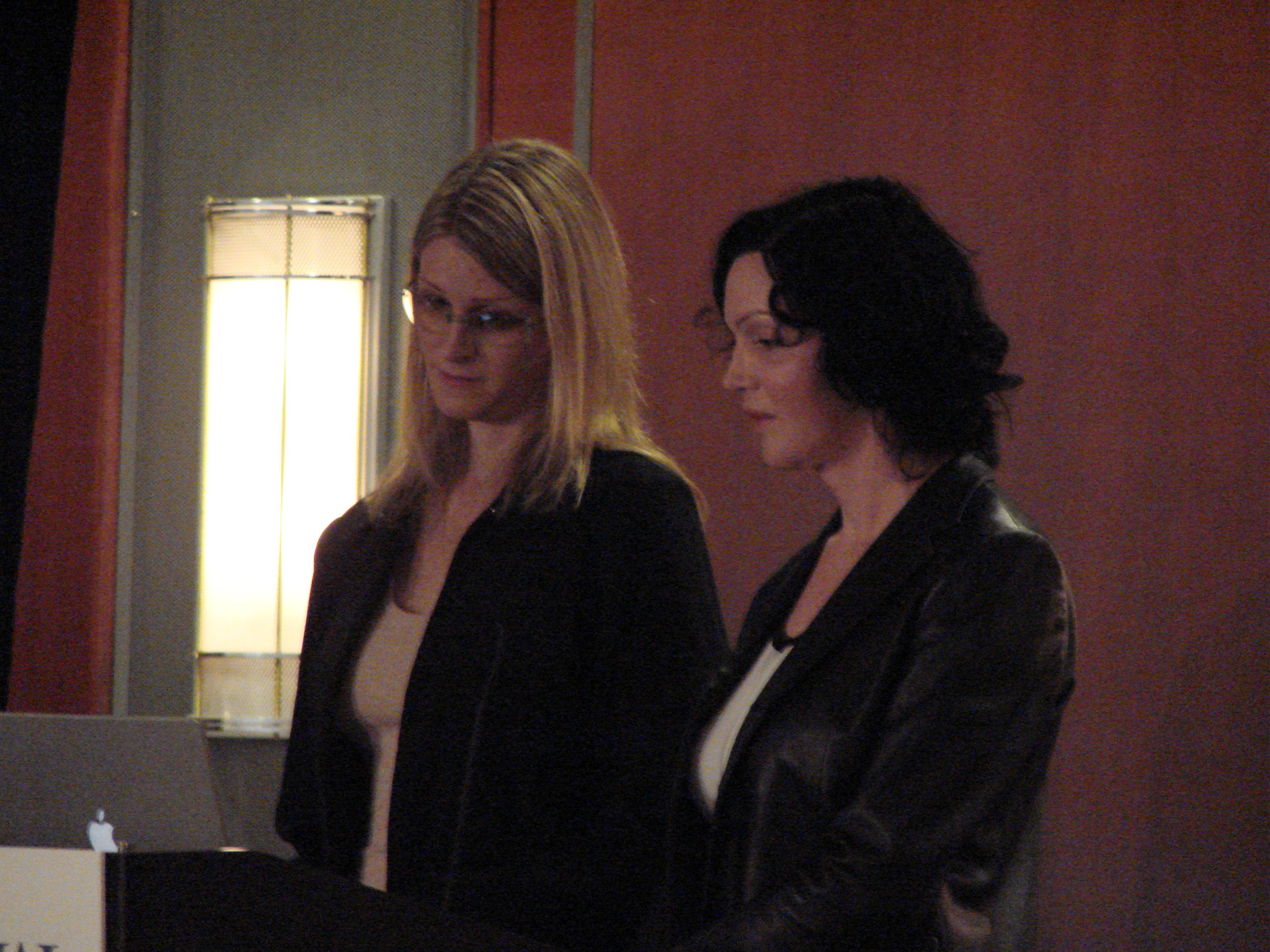
Nhà hoạt động vì phụ nữ chuyển giới người Mỹ Andrea James và Calpernia Addams

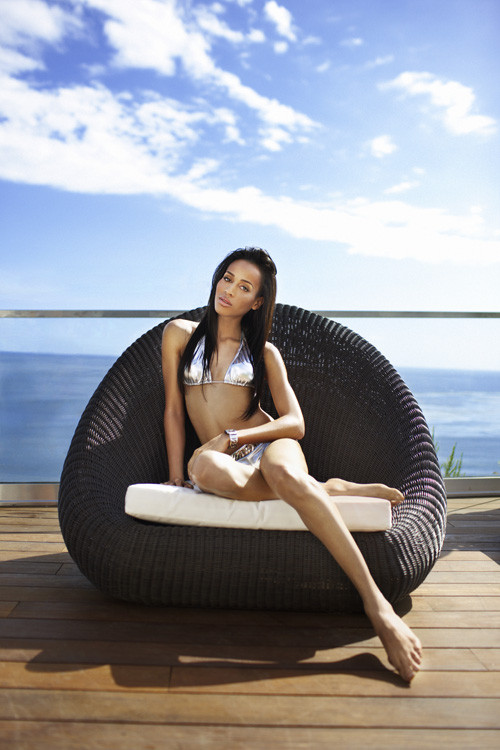
Isis King, một nữ người mẫu và diễn viên chuyển giới, là thí sinh là phụ nữ chuyển giới đầu tiên trên chương trình truyền hình thực tế Siêu mẫu Mĩ.)

Phụ nữ chuyển giới, như tất cả những người thuộc đa dạng giới, thường đối mặt với sự kì thị và ghét sợ người chuyển giới. :8. Một khảo sát năm 2014 của Viện Williams tìm ra rằng trong số 6,546 người trả lời khảo sát (những người tự nhận định mình là chuyển giới cũng như những người không theo chuẩn giới), 57% những người bị gia đình từ mặt đã từng cố tự tử, và 63–78% của những người phải trải qua bạo lực thể chất và bạo lực tình dục ở trường học (ở nhiều mức độ).
Một cuộc khảo sát khoảng 3000 phụ nữ chuyển giới sống tại Hoa Kỳ, theo như tóm tắt ở trong báo cáo "Bất công ở Mọi Ngả: Một Báo cáo về Khảo sát Kì thị Người Chuyển giới Toàn quốc", cho thấy phụ nữ chuyển giới đã báo cáo rằng:
- 36% đã mất việc vì giới của mình.
- 55% đã bị phân biệt đối xử khi xin việc.
- 29% đã bị từ chối thăng chức.
- 25% đã bị từ chối bảo hiểm y tế.
- 60% phụ nữ chuyển giới đã từng ở lại nơi tị nạn cho người vô gia cư đã báo cáo những sự cố xảy ra ở đó.
- Khi đưa ra những tài liệu về nhân dạng không khớp với bản dạng giới hoặc thể hiện giới của họ, 33% bị quấy rối và 3% bị tấn công bằng vũ lực
- 20% báo cáo bị quấy rối bởi cảnh sát, 6% trong đó báo cáo bị tấn công thể xác và 3% báo cáo bị tấn công bởi sĩ quan. 25% đã bị đối xử thiếu tôn trọng bởi cảnh sát
- Trong số những phụ nữ chuyển giới bị bỏ tù, 40% bị quấy rối bở bạn tù, 38% bị quấy rối bởi nhân viên, 21% bị tấn công thể xác và 20% bị tấn công tình dục.

Chương trình Liên minh Quốc gia Mĩ về Phòng chống Bạo lực báo cáo về bạo lực chống lại người LGBTQ tìm ra rằng 27 người đã bị giết bởi căn tính LGBTQ của họ, 44% là phụ nữ chuyển giới.
Sự kì thị đặc biệt nghiêm trọng đối với phụ nữ chuyển giới không phải người da trắng, những người phải đối mặt với sự kì thị giao thoa của phân biệt chủng tộc và ghét sợ người chuyển giới. Ví dụ, một kết quả có nhiều khả năng xảy ra là phụ nữ chuyển giới đa sắc tộc, Latin, da đen và người Mĩ bản địa thường có gấp đôi hoặc gấp ba khả năng bị tấn công tình dục trong tù so với phụ nữ chuyển giới da trắng.
Trong cuốn sách Whipping Girl của mình, Julia Serano, một người phụ nữ chuyển giới, đã gọi sự kì thị đặc biệt mà phụ nữ chuyển giới phải trải qua là "kì thị nữ giới chuyển giới".
Sự kì thị đối với phụ nữ chuyển giới đã xảy ra ở Lễ hội Âm Nhạc Phụ nữ của Michigan sau khi Lễ hội này đặt ra một luật rằng đây chỉ là không gian riêng của nữ giới hợp giới. Điều này dẫn đến những cuộc biểu tình của phụ nữ chuyển giới và đồng minh của họ, và làn sóng tẩy chay Lễ Hội này của Hội Bình đẳng Michigan vào năm 2014. Làn sóng tẩy chay này được Chiến dịch Nhân quyền, GLAAD, Trung tâm Quốc gia về Quyền của Người Đồng tính Nữ, và Lực lượng Đặc nhiệm LGBTQ Quốc gia. Ý định "nữ-sinh-ra-là-nữ" lần đầu được chú ý tới năm 1991 sau khi một người chuyển giới muốn trị liệu định giới tham gia lễ hội, Nancy Burkholder, bị yêu cầu phải rời khỏi lễ hội khi một số người phụ nữ nhận ra cô là người chuyển giới và thể hiện sự khó chịu với sự có mặt của cô ở không gian này.